# Szent Mihály és Gábriel arkangyalok fatemplom (Kisderzsida)
A kisderzsidai Szent Mihály és Gábriel arkangyalok fatemplom műemlékké nyilvánított épület Romániában, Szilágy megyében. A romániai műemlékek jegyzékében az  SJ-II-m-A-05047 sorszámon szerepel.